# František Jež
František Jež (Valašské Meziříčí, Checoslovaquia, 16 de diciembre de 1970) es un deportista checo que compitió para Checoslovaquia en salto en esquí.
Participó en dos Juegos Olímpicos de Invierno, en los años 1992 y 1998, obteniendo una medalla de bronce en Albertville 1992, en la prueba de trampolín grande por equipos (junto con Tomáš Goder, Jaroslav Sakala y Jiří Parma). Ganó una medalla de plata en el Campeonato Mundial de Esquí Nórdico de 1993.

## Palmarés internacional
| Representando a Checoslovaquia     |                       |                   |                |
| Juegos Olímpicos                   |                       |                   |                |
| Año                                | Lugar                 | Medalla           | Prueba         |
| 1992                               | Albertville (Francia) | Medalla de bronce | TG por equipos |
| Representando a la República Checa |                       |                   |                |
| Campeonato Mundial                 |                       |                   |                |
| Año                                | Lugar                 | Medalla           | Prueba         |
| 1993                               | Falun (Suecia)        | Medalla de plata  | TG por equipos |